# 勒梅尼勒西布
勒梅尼勒西布（法語：Le Ménil-Ciboult，法語發音：[lə menil sibu] ⓘ）是法国奥恩省的一个市镇，位于该省西北部，属于阿让唐区。

## 地理
勒梅尼勒西布（48°45'52"N, 0°47'24"W）面积6.31 平方千米，位于法国诺曼底大区奧恩省，该省份为法国西北部内陆省份，北起顺时针与卡爾瓦多斯省、厄尔省、厄尔-卢瓦省、萨尔特省、马耶讷省和芒什省接壤。
与勒梅尼勒西布接壤的市镇（或旧市镇、城区）包括：圣克里斯托夫-德绍略、圣康坦莱沙尔多内、坦什布赖博卡日、维尔诺曼底。
勒梅尼勒西布的时区为UTC+01:00、UTC+02:00（夏令时）。

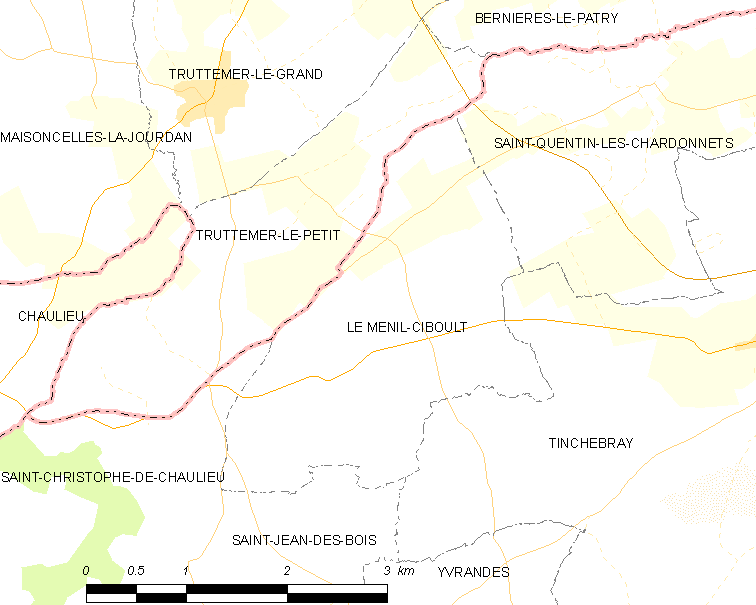
勒梅尼勒西布的OSM定位图

## 行政
勒梅尼勒西布的邮政编码为61800，INSEE市镇编码为61262。

## 政治
勒梅尼勒西布所属的省级选区为栋夫龙昂普瓦赖县。

## 交通
奥恩省省道D269线和D911线在境内交汇。

## 人口

1962-2008年间勒梅尼勒西布人口变化图示

勒梅尼勒西布于2022年1月1日时的人口数量为117人。